# واژن (ترانه)
«واژن» (به انگلیسی: Vagina) ترانه‌ای از رپر آمریکایی کاپ‌کیک می‌باشد که در ۹ اکتبر سال ۲۰۱۵ به‌عنوان تک‌آهنگ اصلی کام کیک (۲۰۱۶) منتشر گردید.